# 広瀬橋 (福島県伊達市)
広瀬橋（ひろせばし）は、福島県伊達市の広瀬川に架かる伊達市道中央線の道路橋である。当頁では当橋梁のバイパス路線に当たる広瀬大橋についても述べる。

## 概要
- 全長：84.9 m
  - 主径間：30.0 m
- 幅員：16.0 m
  - 車道幅員：6.0 m
- 形式：3径間鋼連続鈑桁橋
- 竣工：1992年
- 施工：コミヤマ工業[1][2]

伊達市梁川町中心市街地を流れる一級水系阿武隈川水系広瀬川に架かる。長らく国道349号の橋梁として供用されていたが、2024年（令和6年）4月2日に国道349号の区域を外れた。南詰は梁川町本町、北詰は梁川町右城町に位置する。現在掛かる橋は1992年に竣工した鋼鈑桁橋であり、橋は車道2車線の両側に歩道が設置されている。1986年（昭和61年）に発生した8.5水害を経機に行われた広瀬川の河川改修事業との合併施工として1991年（平成3年）より建設された。総工費は5億5000万円。1994年（平成6年）8月11日、周辺の拡幅整備を含む広瀬橋工区として全長440 mの区間が完成供用され、広瀬大通りの愛称がつけられている。歩道上には梁川町出身の芸術家、太田亮平作の裸婦像が設置されている。

## 沿革
- 当地には江戸時代より橋梁が架設されていたが、架橋と流出を度々繰り返していた[6][7]。
- 1901年（または1898年）8月2日 - ハウトラス橋として架橋。1909年8月流出[8]。
- 1911年（明治43年）11月 - ボウストリングトラス橋＋鈑桁橋として架橋。上部工施工は横河橋梁[9]。
- 1933年（昭和8年）11月 - 5径間RCT桁橋として架橋。全長50.9 m[10]。
- 1960年（昭和35年）10月10日 - 橋梁拡幅工事が竣工し開通[11]。
- 1986年（昭和61年）8月5日 - 8.5水害により橋梁周辺部の市街地一体が浸水、甚大な被害となる。これにより広瀬川の河川改修が行われることになる。
- 1994年（昭和61年）8月11日 - 周辺区間の改良とともに完成供用。
- 2024年（令和6年）4月2日 - 国道349号の区域を外れる[3]。

## 周辺

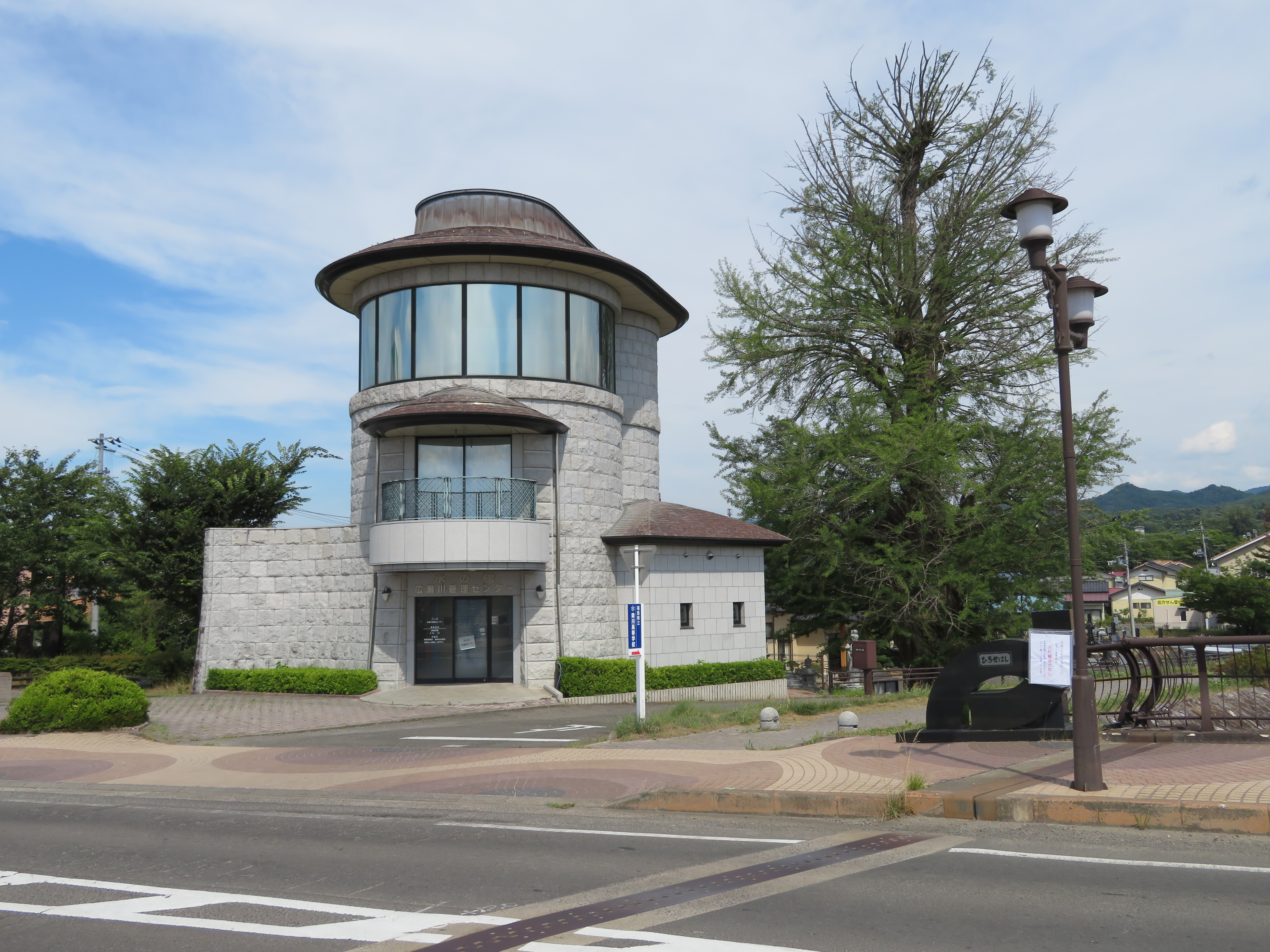
水の館

- ヨークベニマル梁川店
- 伊達市梁川美術館
- 水の館（広瀬川管理センター）
- 広瀬川親水公園

## 広瀬大橋

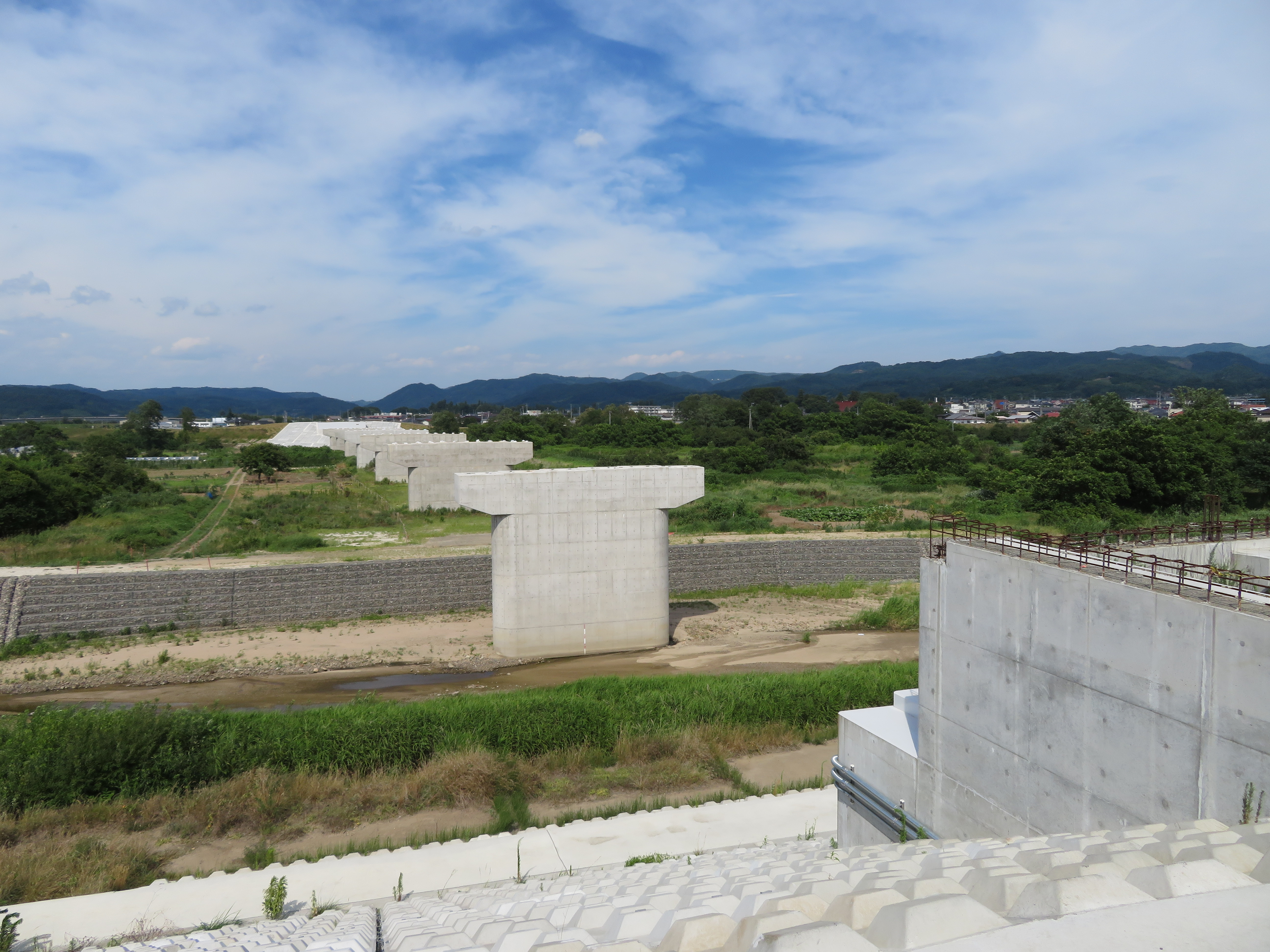
建設中時点の広瀬大橋の橋脚および橋台

広瀬大橋（ひろせおおはし）は、広瀬橋のあるに対する梁川市街地区間のバイパス路線である国道349号梁川バイパスが広瀬川を渡る橋梁である。
- 全長：320.1 m
  - 主径間：44.0 m
- 幅員：14.5 m（車道部7.5 m、歩道部3.5 m×2）
- 形式：8径間鋼連続鈑桁橋[12]

梁川町市街地の北西で広瀬川を渡り、南詰は梁川町下河原、北詰は梁川町西塩野川に位置する。2017年度の開通を見込んでいたが予算の問題や、河川管理者である国土交通省との協議の遅れにより、2018年4月現在、橋台設置等の下部工工事が行われている状態であった。
2022年（令和4年）9月23日、梁川バイパスの全線開通により供用開始された。